# Prima Lega 2004-2005 (Bahrein)
Il campionato bahreinita di calcio 2004-2005 è stata la quarantanovesima edizione del torneo. Vide la vittoria del Bahrain Riffa Club.

## Avvenimenti
La Bahrain Premier League venne vinta dal Bahrain Riffa Club, mentre l'Al-Hala retrocesse in seconda divisione. La seconda divisione venne vinta dal Setra, che conquistò la promozione. Manama, penultima classificata in Premier League, e Malikiya, seconda della seconda divisione, si affrontarono in uno spareggio promozione-retrocessione, in cui il Malikiya conquistò la promozione nella massima divisione.

## Prima divisione

### Classifica
|  |     | Classifica  | Pt | G  | V  | N | P  | GF | GS | DR  |
|  | --- | ----------- | -- | -- | -- | - | -- | -- | -- | --- |
|  | 1.  | Al-Riffa    | 40 | 18 | 13 | 1 | 4  | 40 | 18 | +22 |
|  | 2.  | Al-Muharraq | 36 | 18 | 10 | 6 | 2  | 36 | 18 | +18 |
|  | 3.  | Al-Ahli     | 33 | 18 | 10 | 3 | 5  | 30 | 26 | +4  |
|  | 4.  | Al-Shabab   | 32 | 18 | 9  | 5 | 4  | 33 | 28 | +5  |
|  | 5.  | Al-Najma    | 31 | 18 | 9  | 4 | 5  | 33 | 18 | +15 |
|  | 6.  | Al-Bisitin  | 23 | 18 | 6  | 5 | 7  | 25 | 28 | -3  |
|  | 7.  | Al-Bahrain  | 18 | 18 | 5  | 3 | 10 | 21 | 30 | -9  |
|  | 8.  | East Riffa  | 17 | 18 | 5  | 2 | 11 | 26 | 33 | -7  |
|  | 9.  | Manama      | 15 | 18 | 4  | 3 | 11 | 22 | 41 | -19 |
|  | 10. | Al-Hala     | 8  | 18 | 2  | 2 | 14 | 16 | 42 | -26 |

### Verdetti
Sul campo
- Riffa Campione del Bahrain 2004-2005
- Al-Hala retrocessa in seconda divisione come ultima classificata
- Manama retrocessa in seconda divisione nello spareggio promozione-retrocessione